# Cobb-Winkel

Messung des Cobb-Winkels (89 Grad) bei einer Skoliose

Der Cobb-Winkel (auch bekannt als Cobbwinkel, nach John Robert Cobb) wurde ursprünglich zur Klassifikation der Skoliose genutzt, um anhand eines Röntgenbildes die Abweichungen der Wirbelsäule in der Frontalebene zu messen.

## Therapeutische Bedeutung
Seitliche Ausbiegungen der Wirbelsäule ab 10 Grad bei Kindern werden als Skoliose bezeichnet, allerdings sollen sie erst ab 20 Grad orthopädisch behandelt werden. Das betrifft ca. 0,4 % der Kinder bei Vorsorgeuntersuchungen, überwiegend Mädchen. Es ist sonst mit Fortschreiten der Verbiegung zu rechnen. Neben die Physiotherapie tritt bei einem Cobb-Winkel größer 25 Grad die Orthese-Versorgung. Ab ca. 50 Grad, in besonderen Fällen auch früher, ist ein operativer Eingriff sinnvoll.

## Bestimmung
Die allgemeine Bestimmung des Cobb-Winkels erfolgt, indem zunächst die Neutralwirbel bestimmt werden. Ein Neutralwirbel ist ein Wirbel am Wendepunkt der Seitverbiegung, also an dem Punkt, an dem die Krümmung von links zu rechts konvex (oder umgekehrt) ändert. Dieser Wirbel ist bei der idiopathischen Skoliose auch dadurch gekennzeichnet, dass er das geringste Ausmaß an axialer Rotation aufweist. Da es sowohl oben (kranial) als auch unten (kaudal) einen Wendepunkt der Seitverbiegung gibt, gibt es auch einen oberen und einen unteren Neutralwirbel. Nun legt man eine Tangente an die Deckplatte des oberen Neutralwirbels und eine weitere an die Bodenplatte des unteren Neutralwirbels. Der Cobb-Winkel ist der Winkel, unter dem sich die Tangenten schneiden. Eine andere Methode verwendet statt Tangenten zwei Geraden, die jeweils senkrecht zur Deckplatte des oberen bzw. zur Bodenplatte des unteren Neutralwirbels stehen. Der Schnittwinkel entspricht auch hier dem Cobb-Winkel.
Inzwischen wurde die Methode angepasst, um auch Abweichungen in der Sagittalebene nach anterior-posterior (vorn-hinten) zu klassifizieren, insbesondere bei traumatischen Frakturen der Brust- und Lendenwirbelsäule. Im Zusammenhang mit Wirbelsäulenverletzungen und der Beurteilung von Abweichungen in der Sagittalebene wird der Winkel wie folgt gemessen: Auf die Verlängerung der Oberkante des Wirbels oberhalb der Fraktur und auf die Verlängerung der Unterkante des Wirbels unterhalb der Fraktur wird jeweils das Lot gefällt. Am Schnittpunkt dieser beiden Geraden wird der Winkel gemessen.
Der Cobb-Winkel ist die bevorzugte Methode zur Messung der posttraumatischen Kyphose, wie in einer der jüngsten Metaanalysen von Klassifikationen traumatischer Wirbelkörperfrakturen festgestellt wurde.